# Emmet (hrabstwo Marathon)
Emmet – miasto w Stanach Zjednoczonych, w stanie Wisconsin, w hrabstwie Marathon.